# Romeo and Juliet (pel·lícula de 1908)
Romeo and Juliet (també titulada “Romeo and Juliet, a Romantic Story of the Ancient Feud Between the Italian Houses of Montague and Capulet”) és una pel·lícula muda de la Vitagraph dirigida per James Stuart Blackton (algunes fonts atribueixen però la direcció a William V. Ranous) i protagonitzada per Florence Lawrence i Paul Panzer. Rodada al llac i a la Bethesda Terrace de Central Park així com a Brooklyn (l'escena del balcó) es tracta de la segona versió cinematogràfica de la famosa tragèdia de William Shakespeare després de la francesa de Clement Maurice (1900). La pel·lícula, d’una bobina, es va estrenar el 6 de juny de 1908. Es considera una pel·lícula perduda.

## Argument
Durant el Renaixement, a Verona, dues famílies riques, els Montescu i els Capulet estan enfrontats per obtenir el poder a la ciutat. Els dos fills petits de les famílies: Romeu Montescu i Julieta Capulet s'enamoren en trobar-se en una festa que ofereixen els Capulet tot i descobrir que pertanyen a les dues famílies enemigues. Fins i tot es casen l'endemà amb l'acord de fra Lorenzo. Tibaldo, cosí de Julieta, se n'assabenta, ataca Romeu i acaba matant Mercucio, el millor amic de Romeu. Al seu torn, mata aquest mata Tibaldo i, per tant, és desterrat de Verona. Julieta, amb l’ajut de fra Lorenzo, per no acabar casada amb un altre pren un narcòtic que fa que sembli morta i és traslladada a la capella familiar. Romeu, que no es partícip de l'engany, va a la capella dels Capulet i es mata. Julieta, en despertar, veient el seu cadàver també s'apunyala.

## Repartiment
- Paul Panzer (Romeu)
- Florence Lawrence (Julieta)
- John G. Adolfi (Tibaldo)
- Charles Chapman (Montescu)
- Charles Kent (Capulet)
- Gladys Hulette
- Charles Kent (Capulet)
- William V. Ranous (Fra Lorenzo)
- William Shea (Pere, servent)
- Louise Carver (infermera)
- Harry Solter
- Josephine Atkinson
- Florence Turner